# Edward Stanley (18e comte de Derby)
Pour les articles homonymes, voir Edward Stanley.
Edward John Stanley, 18e comte de Derby (né le 21 avril 1918 et mort le 28 novembre 1994), est un militaire distingué, appartenant parti conservateur et fondateur du Knowsley Safari Park.

## Galerie

Couronne comtale
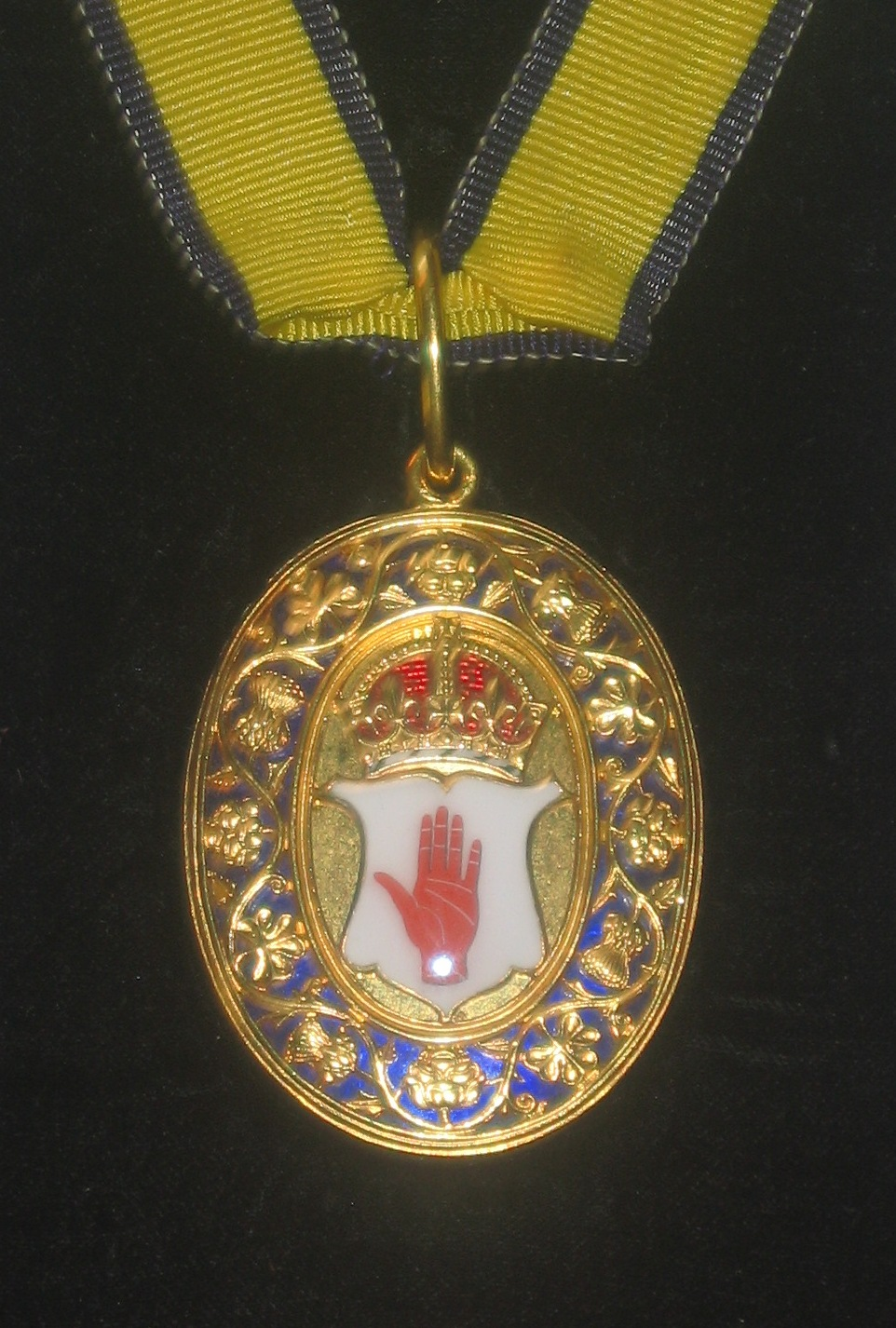
Baronnet
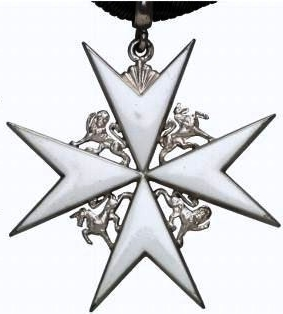
Ordre de Saint-Jean
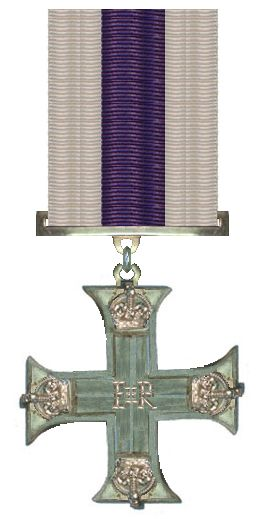
Croix militaire
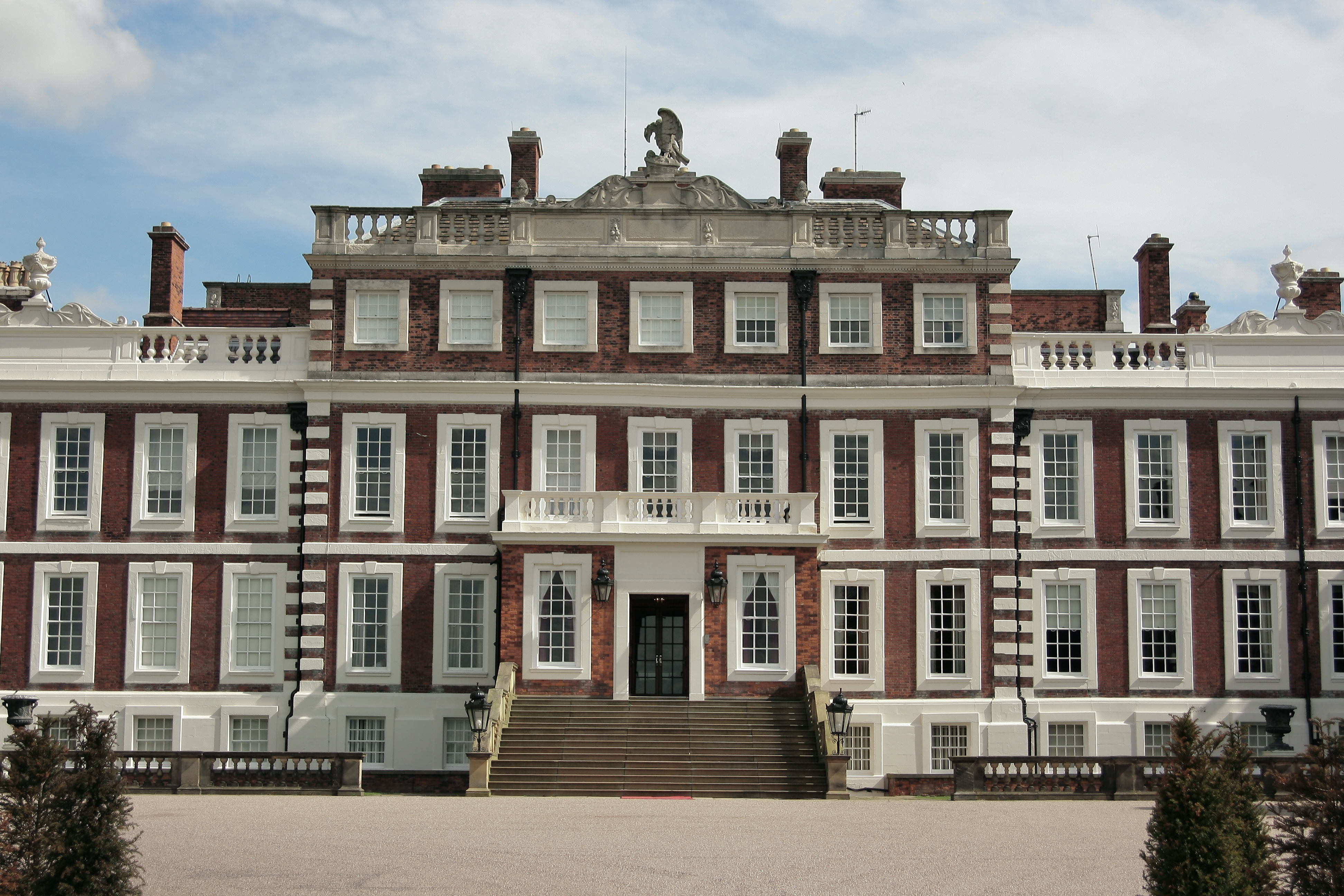
Knowsley Hall
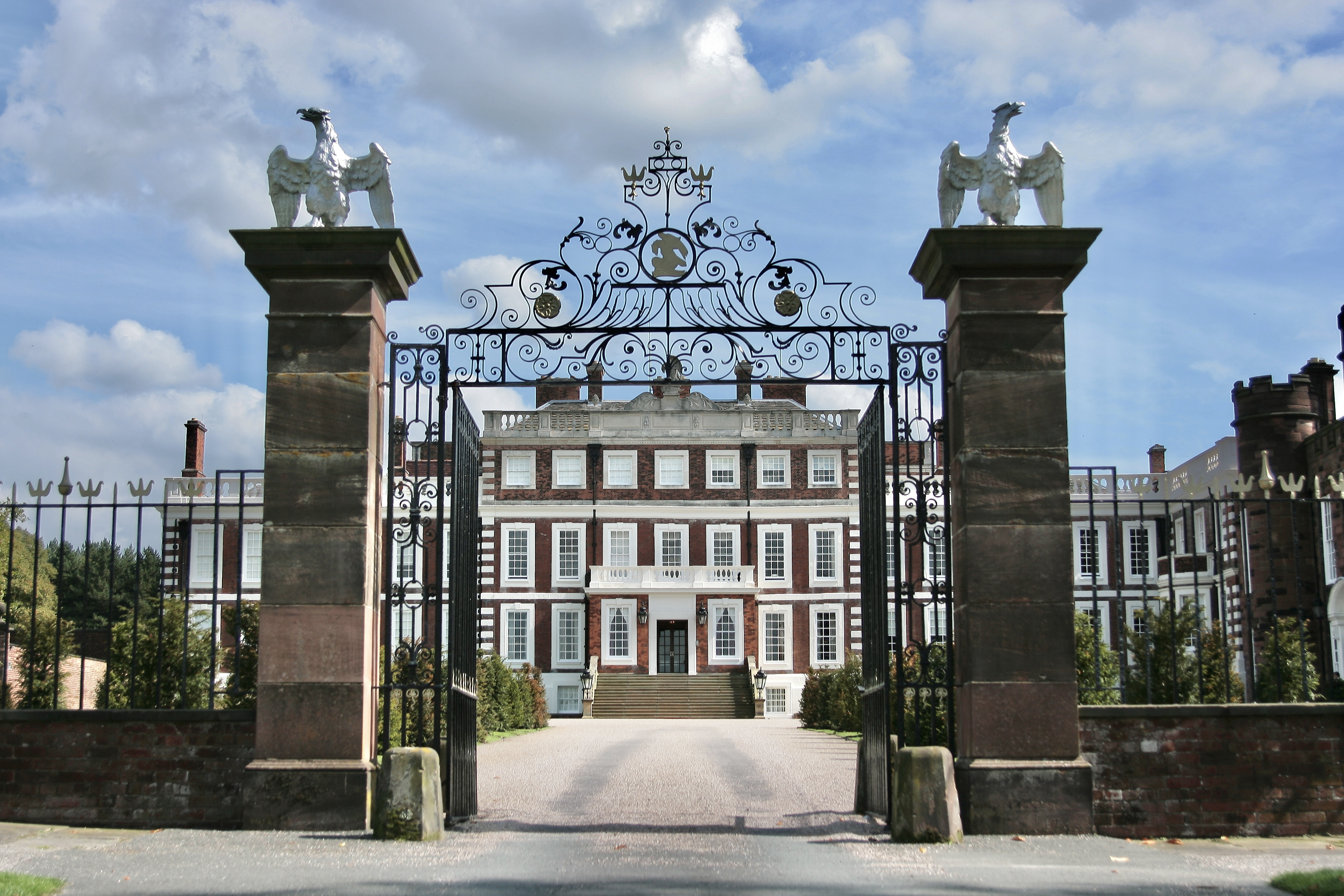
Portes de Knowsley